# Replay Dance Mania
Replay Dance Mania är en serie musikskivor som med olika mellanrum har getts ut av Bonnier.
Samlingarna består av klassiska låtar som är omgjorda till dance eller trance versioner. Det första albumet i samlingen kom ut under 2002.
| Titel                                 | Utgiven          | Antal låtar | Typ |
| ------------------------------------- | ---------------- | ----------- | --- |
| Replay Dance Mania Vol 1              | 2002             | 18          | Cd  |
| Replay Dance Mania Vol 2              | 9 april 2003     | 19          | Cd  |
| Replay Dance Mania Vol 3              | 29 oktober 2003  | 18          | Cd  |
| Replay Dance Mania Vol 4              | 21 november 2007 | 18          | Cd  |
| Replay Dance Mania Svenska Hits Vol 1 | 28 april 2004    | 18          | Cd  |
| Replay Dance Mania Svenska Hits Vol 2 | 2004             | 16+6        | Cd  |
| Replay Reggae                         | 26 maj 2004      | 19          | Cd  |
| Replay Dance Rock Mania               | 15 juni 2005     | 14          | Cd  |
| Replay Dance Mania Happy Hits         | 30 november 2005 | 12          | Cd  |